# Parc Łazienki

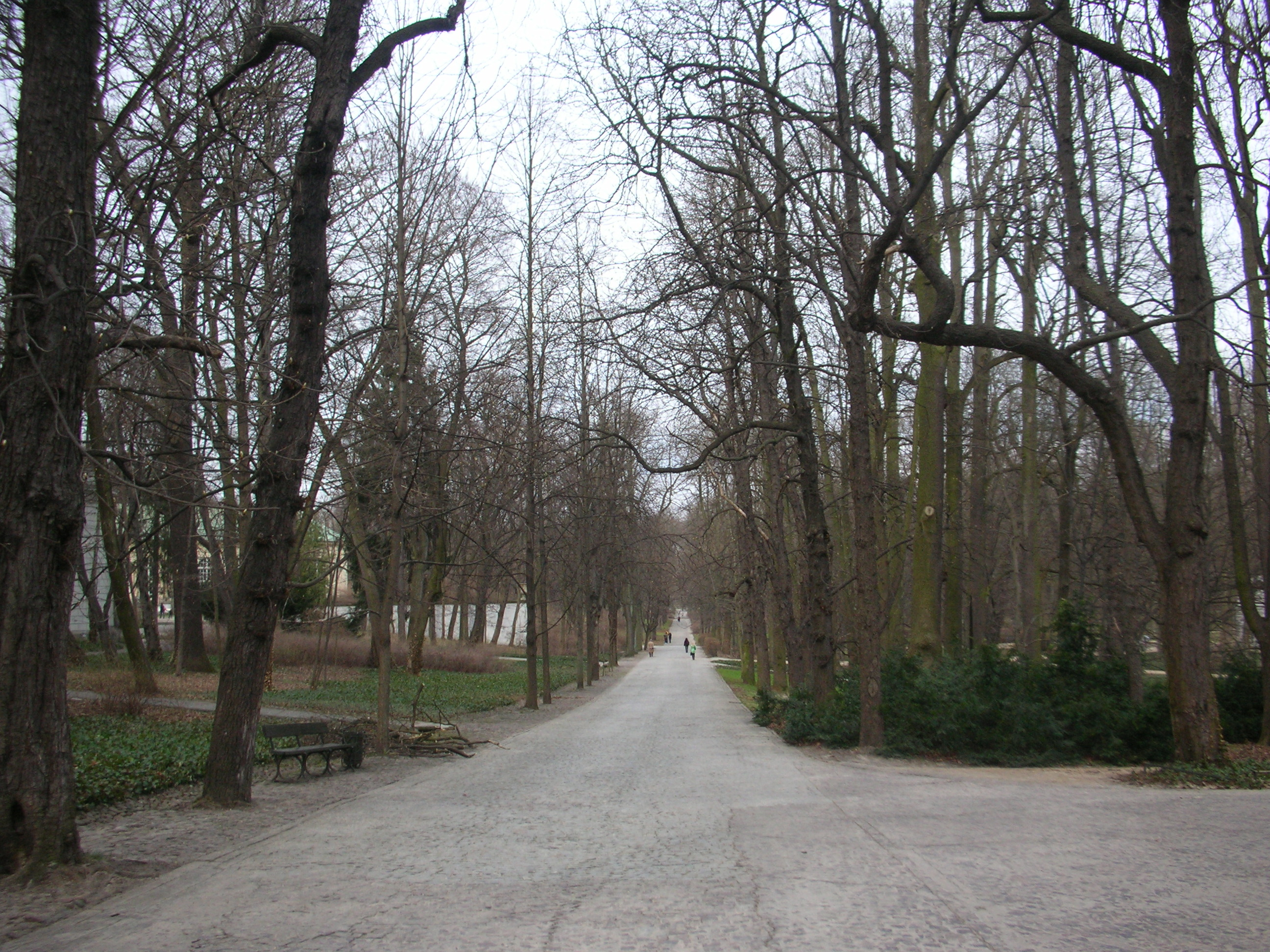
Una avinguda del parc Łazienki a finals d'hivern

El parc Reial Ŀazienki (en polonès, Park Łazienki Królewskie) és el parc públic més gran de Varsòvia (Polònia). La seva superfície és d'unes 80 hectàrees. S'hi troben palaus, un llac i un jardí botànic. Es troba emplaçat al límit sud del districte de Śródmieście, sobre l'avinguda Ujazdów (Aleje Ujazdowskie), i forma part de l'anomenada ruta Reial de Varsòvia (Trakt Królewski) de la capital polonesa.
És un parc famós perquè s'hi emplaça el monument al compositor Frederic Chopin i alguns palaus i pavellons: el palau de l'Illa, el palau Belvedere, l'Amfiteatre, la casa Blanca, el temple de Diana, entre d'altres. La majoria d'aquest edificis s'han convertit en museus durant les últimes dècades.

## Història
El parc Łazienki fou fundat el segle xvii per l'arquitecte Tylman van Gameren en estil barroc per al gran mariscal Stanisław Lubomirski. Se li va posar el nom Łazienki ('banys', en polonès) pel sofisticat pavelló de bany que existia en aquella època sobre l'illa en el llac del parc.
Fou adquirit el 1764 per Estanislau II Poniatowski en ser nomenat rei de Polònia, que va transformar el pavelló de bany en un palau i el va fer residència oficial. Va ordenar també construir al voltant del llac altres edificis en estil classicista als arquitectes Dominik Merlini, Johann Christian Kamsetzer i Jan Christian Schuch.
La majoria de les construccions del parc van ser cremades per l'exèrcit alemany el 1944 després de l'aixecament de Varsòvia. Afortunadament, els fonaments dels edificis va mantenir-se en bon estat i la reconstrucció es va dur a terme durant els primers anys de la postguerra.

## Principals construccions

### Palaus

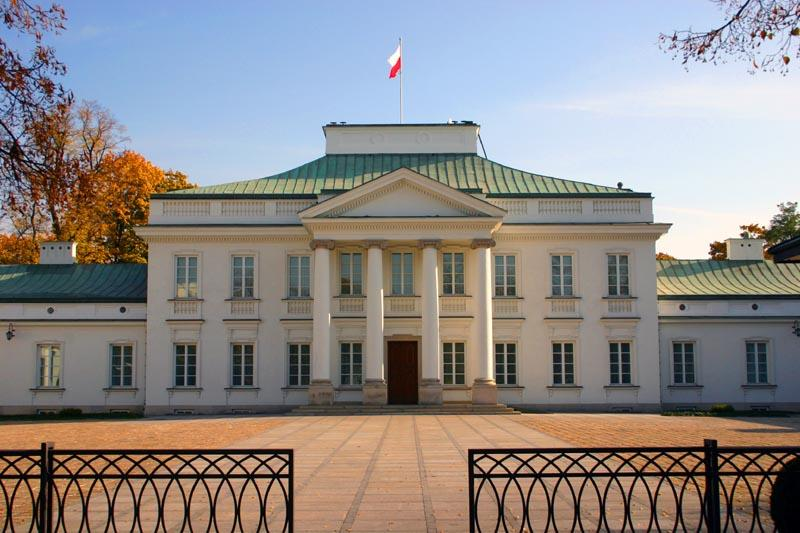
El Belvedere

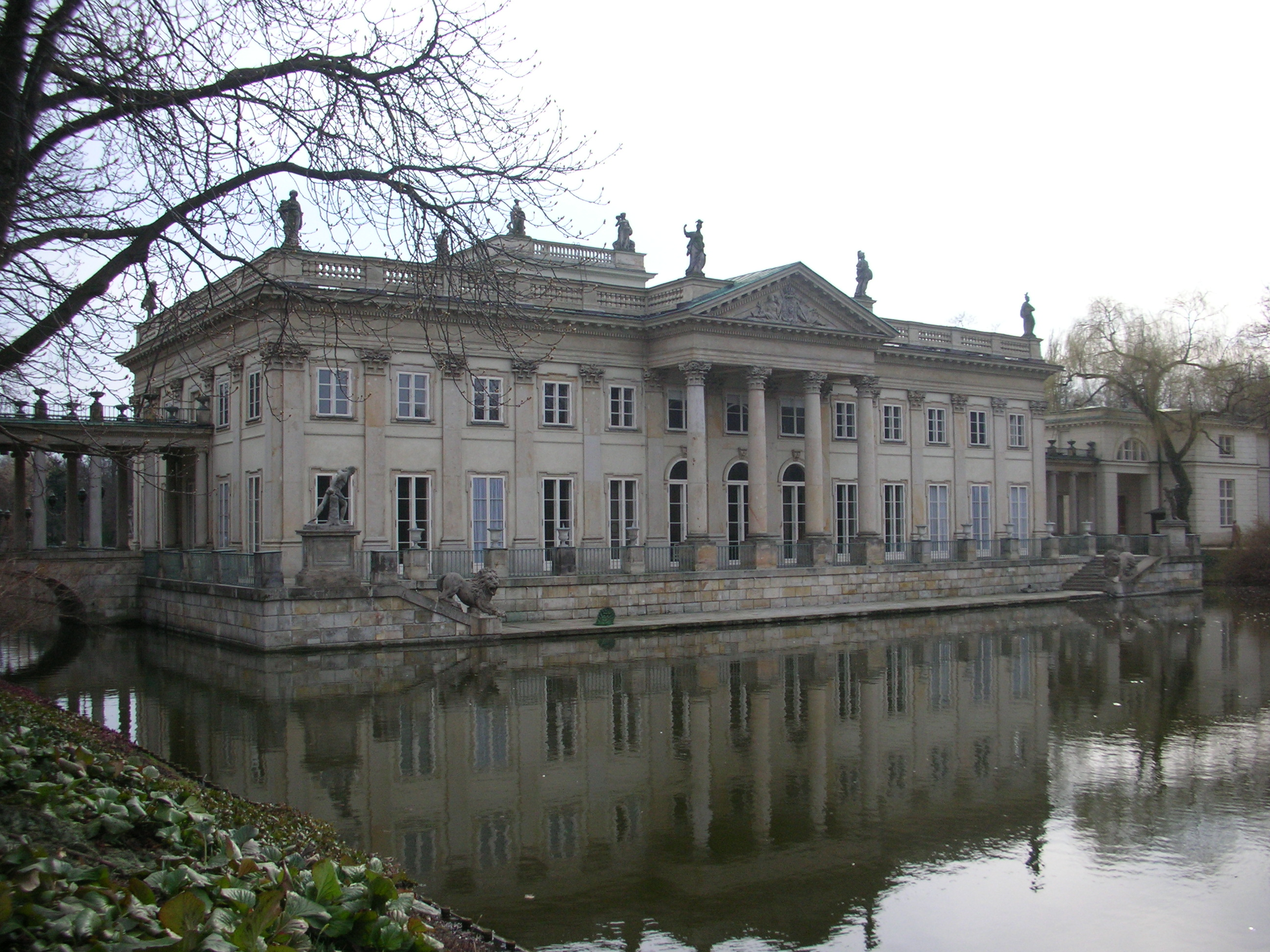
El palau a l'Illa

- El palau a l'Illa (Pałac na Wyspie) o palau sobre l'Aigua, inicialment un pavelló de bany, va ser transformat per l'arquitecte Dominik Merlini entre 1772 i 1793 en un bell palau d'estil classicista com a residència del rei Estanislau II. Està situat sobre una illa artificial al llac del parc i té dos ponts que l'uneixen amb la terra ferma. A la planta baixa hi ha el saló de Bacus, els banys reials, el saló de ball, l'habitació dels retrats, el saló de Salomó, una galeria de pintures, la capella del palau i el menjador. A la planta alta hi ha els apartaments reials, una altra galeria de pintures, l'habitació del balcó, l'habitació del rei, les estances reials, el guarda-roba i l'habitació dels oficials. Com a principals motius d'ornament es van utilitzar relleus i mosaics holandesos. El mobiliari i les pintures són d'estil classicista.
- La casa Blanca (Bialy Dom) va ser construïda per Merlini entre 1774 i 1776 com a residència d'estiu (més tard, va ser la casa de l'amant del rei Estanislau II, Elzbieta Grabowska). Està situada a l'extrem oest del passeig Reial (Promenada Królewska), l'altre extrem acaba al palau a l'Illa. Té planta quadrangular i té la mateixa forma a totes les façanes. L'interior està decorat amb frescos de Jan Bogumil Plersch i Jan Ścisło. Un altre resident famós d'aquest palauet va ser el rei Lluís XVIII de França, que va hi viure entre 1801-1805 durant el seu exili a causa de la Revolució francesa.
- El palau Myślewicki deu el seu nom al poble de Myślewice. Va ser construït per Merlini entre 1775 i 1779 per al nebot del rei Estanislau II, el príncep Józef Poniatowski, les seves inicials estan inscrites sobre l'entrada principal. L'interior del palau està adornat amb pintures del segle xviii.
- El palau Belvedere (Belweder), que data de 1660, està ubicat directament a l'avinguda Ujazdów sobre un turó a l'extrem occidental del parc. Va ser reconstruït per Jan Kubicki en estil clàssic el 1767. Utilitzat prèviament com una fàbrica de porcellana, entre 1817 i 1830, va ser utilitzar com a residència del gran duc Constantí Paulovitx, germà del tsar Alexandre I de Rússia. Al període d'entreguerres i dècades més tard, entre 1989 i 1994, va servir com a residència oficial dels presidents de Polònia. Actualment, és utilitzat per a cerimònies oficials del govern polonès i té un museu dedicat al mariscal Józef Piłsudski. Aquest palau s'ha agafat com a model per a molts altres palauets de l'aristocràcia polonesa.

### Escultures

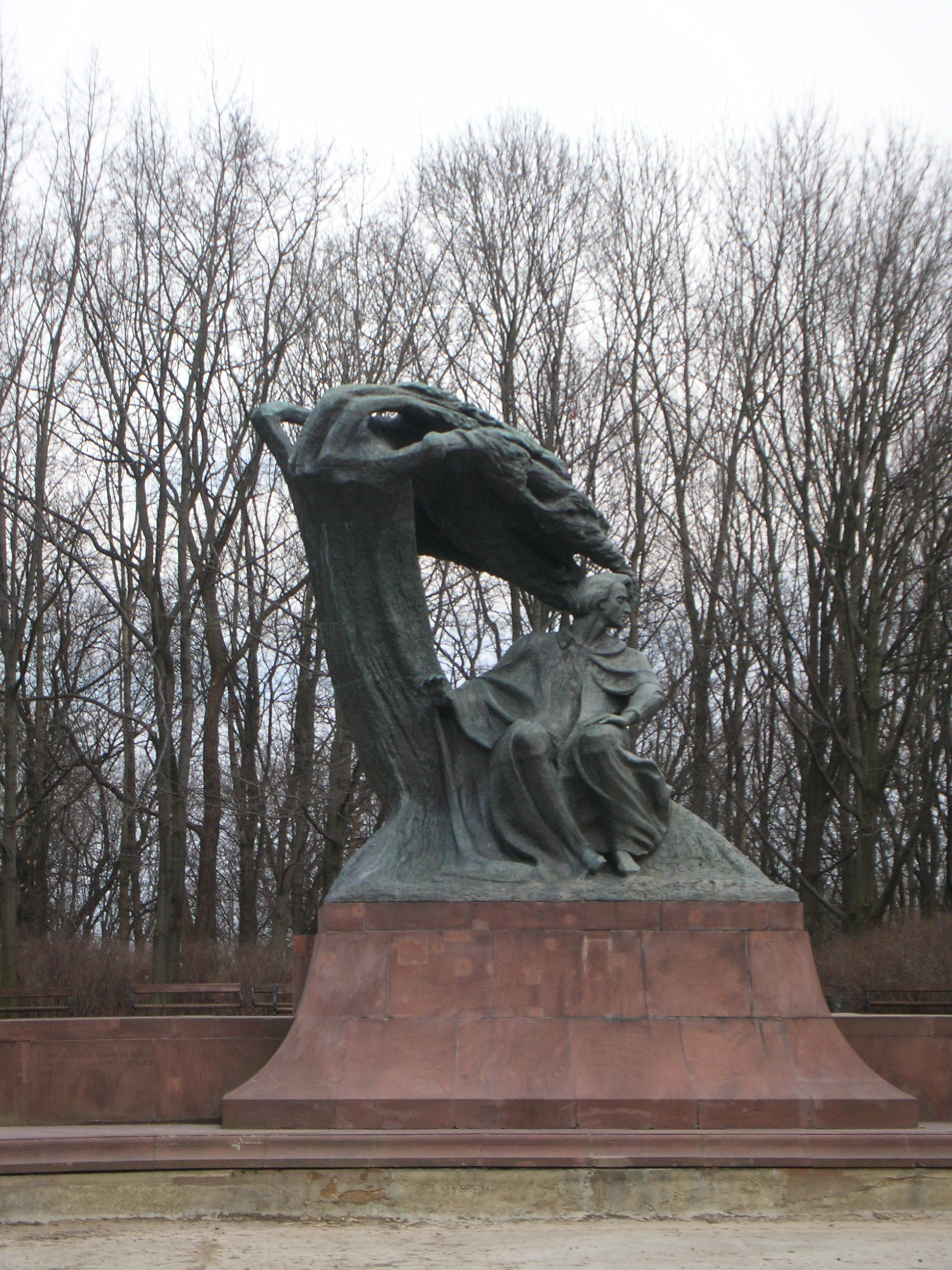
Monument a Frederic Chopin

- Monument a Frederic Chopin: l'estàtua va ser realitzada per l'escultor Wacław Szymanowski el 1908 en memòria del compositor i pianista més conegut de Polònia, Frederic Chopin. L'impressionant monument en estil modernista va ser acabat, però, el 1926. Representa Chopin assegut sota un salze, la copa de l'arbre ha estat fortament desplaçada a un costat per l'acció del vent. Davant de l'escultura hi ha un estany circular. El monument es troba a prop de l'entrada principal del parc i és visible des de l'avinguda Ujazdów. Cada cap de setmana es fan, als seus voltants, concerts de piano per als visitants.
- Monument de Joan III Sobieski: va ser aixecat el 14 de setembre de 1788 pel 105è aniversari de l'alliberament de Viena de mans dels otomans. Es troba al carrer Agrícola, límit nord del parc, en un pont sobre el llac del parc. Va ser esculpit per Franciszek Pinck seguint les indicacions d'André Le Brun, responsable del projecte. El monument representa el rei polonès i gran duc lituà Joan III Sobieski muntant a cavall, sota del qual es troba un otomà vençut.
- Monument d'Henryk Sienkiewicz: va ser fet per l'escultor Gustaw Zemła i inaugurat el 5 de maig de 2000 en honor del premi Nobel de literatura Henryk Sienkiewicz.
- Monument de Józef-Piłsudski: creació de Stanisław Ostrowski. És al parc des de 1998, al sud del monument de Chopin. Józef Piłsudski, mariscal de les legions poloneses a l'Imperi austrohongarès que van possibilitar el restabliment de la independència de l'estat polonès després de la Primera Guerra Mundial, va ser el primer president de la Segona República Polonesa. El 1920 durant la invasió soviètica de Polònia va dirigir les tropes que van aconseguir aturar i vèncer els soviètics al riu Vístula. Piłsudski, a més, va residir al proper palau Belvedere entre 1918-1922 i 1926-1935 com cap d'estat de Polònia.

### Museus
- Museu de l'Emigració Polonesa
- Museu de la Caça i l'Hípica